# Piton des Neiges
Piton des Neiges (tradução do francês significaria Pico das Neves) é um vulcão em escudo na parte central da ilha de Reunião, departamento ultramarino da França. Atinge no topo os 3069 m de altitude. Fica a cerca de 800 km a leste de Madagáscar.
O Piton des Neiges é o ponto mais alto de Reunião, e também de todas as ilhas do oceano Índico. Foi formado pelo ponto quente de Reunião emerso do mar há cerca de dois milhões de anos. Hoje está muito erodido, e inativo pelo menos há 20000 anos.
É rodeado por grandes vales de cratera, chamados Cirques. O Piton des Neiges forma a parte noroeste de Reunião, sendo responsável por dois terços da sua área, enquanto o muito ativo Piton de la Fournaise formou o resto da ilha. Apesar do nome, praticamente não neva no topo.